# Yepoella
Yepoella este un gen de păianjeni din familia Salticidae. Provenind din Argentina, acesta face parte dintr-o specie monotipica de păianjeni săritori.
Prima specie, Yepoella crassistili, a fost descoperită de María Elena Galiano în anul 1970.
O a doua specie, Y. tenuistyli Galiano, 1970, a fost mutată la Theriella în 1996.